# Józef Paulin Zduńczyk

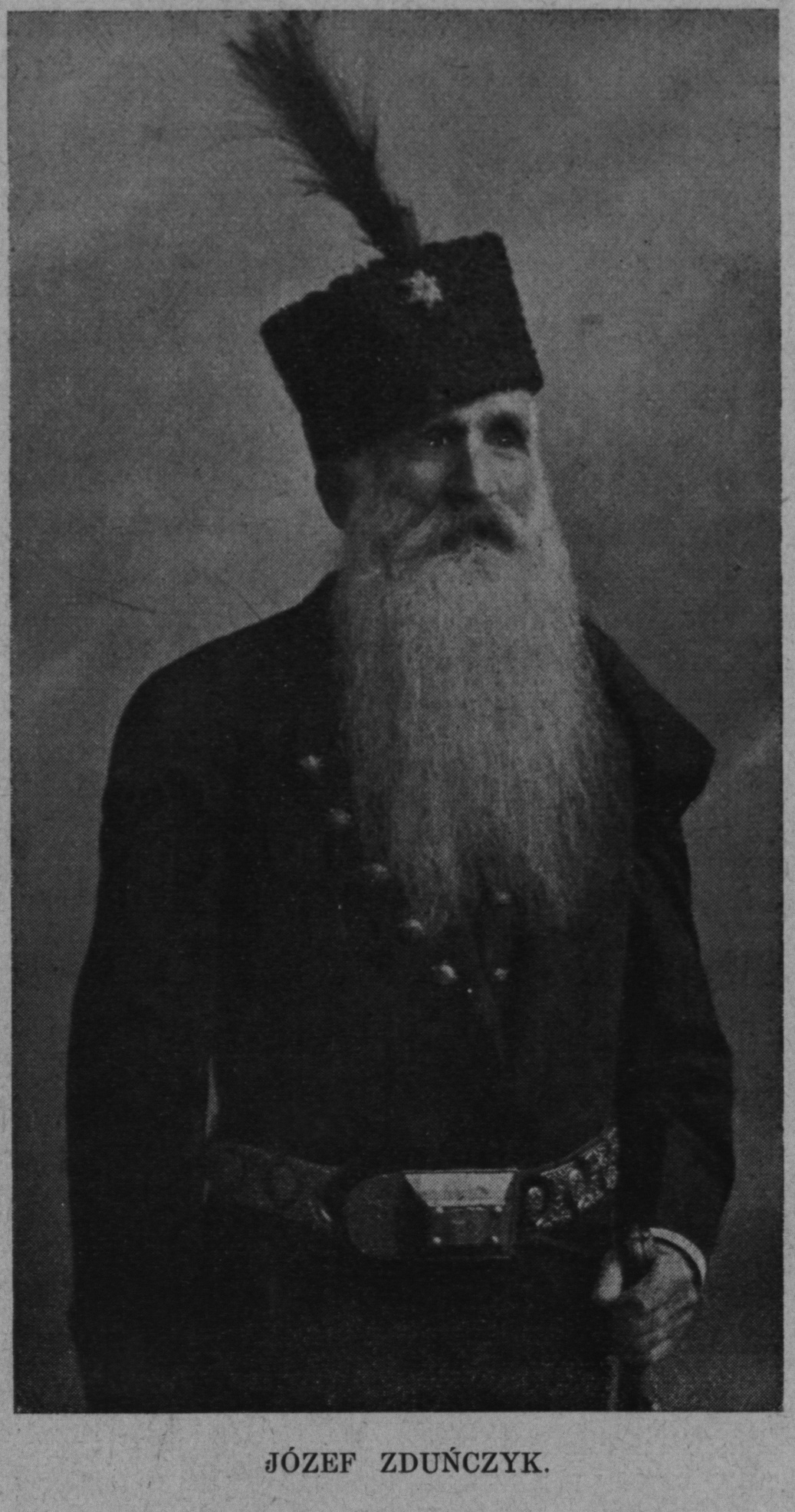
Józef Paulin Zduńczyk

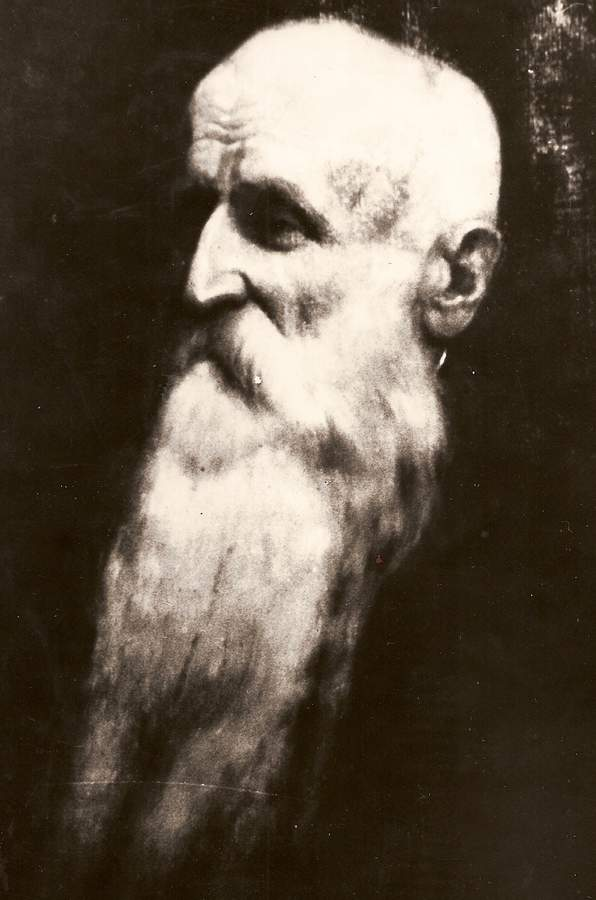
Józef Zduńczyk – weteran powstania styczniowego

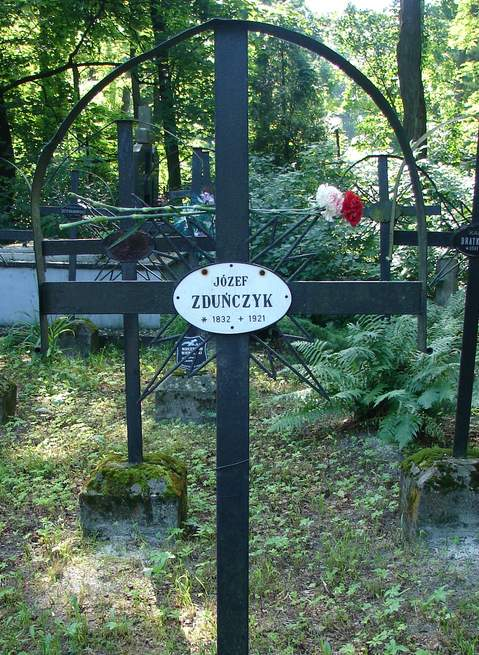
Grób Józefa Zduńczyka – Górka Powstańców Styczniowych

Józef Paulin Zduńczyk (ur. 20 marca 1832 w Walochach, powiat zambrowski, zm. 1921 we Lwowie), oficer, pułkownik, uczestnik i weteran powstania styczniowego, naczelnik wojskowy trzech powiatów województwa płockiego.

## Życiorys
Urodził się jako jedenaste, ostatnie dziecko Jana Zduńczyka, zarządcy folwarku Walochy, uczestnika powstania listopadowego oraz Anny z Szywiertów. W 1842 roku, w wieku dziesięciu lat, jako syn powstańca, został wcielony do korpusu kadetów, a następnie skończył szkołę oficerska w Petersburgu. W 1849 roku wstąpił jako ochotnik do wojska rosyjskiego do korpusu grenadierów i brał udział w wojnie węgierskiej 1848/49. W 1853-1856 brał udział w wojnie krymskiej (sebastopolskiej) w stopniu porucznika grenadierów. Na przełomie lat pięćdziesiątych i sześćdziesiątych wstąpił do zorganizowanego przez Zygmunta Sierakowskiego Koła Oficerów Polskich w Petersburgu.

### Działalność w Powstaniu Styczniowym
W 1863 roku przeszedł do szeregów powstańczych i służył w oddziale Jakuba Jasińskiego. 3 czerwca 1863, jako dowódca kosynierów, pod naczelnikiem Broniewskim, stoczył bitwę pod Nagoszewem. 12 sierpnia 1863, jako dowódca batalionu stoczył bitwę pod Magnuszewem, w której został ranny w lewą stopę. W bitwie tej poległ bohaterską śmiercią „rozniesiony formalnie na kozackich pikach” jego brat mjr. Adolf Zduńczyk, jeden z najstarszych i najdzielniejszych oficerów Jasińskiego. Po bitwie Józef Zduńczyk otrzymał rozkaz od Rządu Narodowego do zorganizowania rozbitego pod Magnuszewem oddziału, którego późniejsze dowództwo objął kpt. rosyjski Walenty Lasocki (alias Dubois), a on sam został szefem sztabu. 12 listopada 1863 stoczył bitwę pod Porębą, w której objął dowództwo oddziału po Lasockim. W bitwie ranny został lekarz oddziału chorąży Chłopicki. Następnie objął po Aleksandrze Grzymale dowództwo nad 100-osobowym oddziałem konnym w łomżyńskim, gdzie stoczył udaną potyczkę pod Zambrowem z sotnią Kozaków. W marcu 1864 otrzymał nominację od Rządu Narodowego na pułkownika i namiestnika wojennego trzech wschodnich powiatów woj. płockiego. Walczył również pod Drążdżewem, Zbrzeźnicą, Rząśnikiem, Łączką, Gostkowem i pod Żelazną na Puszczy Myszynieckiej.

### Emigracja
Okres wojny niemiecko-francuskiej spędził w Paryżu. W 1871 r. Józef Zduńczyk walczył w szeregach Komuny Paryskiej pod dowództwem Jarosława Dąbrowskiego. Po upadku Komuny Paryskiej emigrował do Szwajcarii, a następnie do ówczesnej Wschodniej Galicji, gdzie przez długie lata pracował jako ekonom w majątku Bogdanów w Kędzierzawce w powiecie Kamionka Strumiłłowa.
W Paryżu, 12 października 1867, poślubił Michalinę Wandel, z którą miał trzech synów: Józefa, Adolfa oraz Bronisława.
Zmarł w 1921 roku w wieku 90 lat we Lwowie. Jako weteran, pułkownik Powstania Styczniowego został pochowany z należnymi honorami na cmentarzu Łyczakowskim na Górce Powstańców Styczniowych.